# Mahmoud Mohamed Taha
Mahmoud Mohamed Taha (1909 - 18 de enero de 1985) fue un teólogo pacifista y una importante figura política sudanesa. Taha desempeñó un papel prominente en la lucha de Sudán por la independencia frente a Gran Bretaña, y fue fundador del Partido Republicano Sudanés. Fue notable por su defensa de la reforma liberal dentro de la sociedad sudanesa y dentro del Islam mismo. El régimen del presidente sudanés Yaafar al-Numeiry ejecutó a Mahmoud Mohamed Taha por sus opiniones.

## Sus orígenes
En 1909 Taha fue llevado a Rufa'a, una pequeña ciudad en la orilla este del Nilo Azul, en Sudán central. Cuando su madre, Fatima bit Mahmoud, falleció alrededor de 1915, su padre, Muhammad Taha, tomó a sus niños y se trasladó a al-Higailieg-Higailieg, una aldea próxima donde toda la familia trabajó en la agricultura. Muhammad Taha padre murió alrededor de 1920, dejando huérfanos a sus cuatro hijos que serían acogidos por su tía en Rufa'a. La tía de Taha permitió que los niños continuaran su educación, y Taha completó sus estudios en el extremadamente competitivo sistema educativo de aquel tiempo. Se graduó en la escuela de la Universidad Conmemorativa de Gordon, hoy la Universidad de Ingeniería de Jartum, en 1936. Después de un período corto en el servicio de ferrocarriles de Sudán, dimitió y empezó su actividad privada en 1941. Como participante activo en la lucha nacionalista por la independencia, desde el principio del movimiento a finales de los años 30, Mahmoud quedó insatisfecho con la participación de las élites musulmanas devotas educadas en esa lucha.
Taha y otros convencidos de sus críticas hacia el movimiento nacionalista, formaron el Partido Republicano en octubre de 1945. Las publicaciones de dicha organización reflejaron los fuertes movimientos liberales dentro del Islam (orientación islámica modernista), y del movimiento del secularismo. La política del partido de confrontación directa y abierta contra las autoridades coloniales condujeron a la detención y al encarcelamiento subsecuente de Taha en 1946. Le condenaron a un año en prisión al negarse a abstenerse de toda actividad política contra el gobierno colonial. Sin embargo, en respuesta a la protesta contra este montaje orquestada por el Partido Republicano, fue absuelto por el gobernador general británico y liberado tras cincuenta días de reclusión.
Taha no permanecería libre por mucho tiempo. Ese mismo año lo arrestaron, fue enjuiciado, y condenado a dos años de encarcelamiento por conducir una rebelión popular contra los británicos en la ciudad de Rufa'a. Más adelante, describiría de esta forma este período crucial en la prisión: "cuando entré en la prisión comencé a comprender que mi Señor me había conducido allí, y, por lo tanto, comencé mi Khalwah (aislamiento místico) con él". Fue durante estos dos años de encarcelamiento, y los tres años posteriores de aislamiento religioso auto-impuesto (khalwah) en su ciudad natal de Rufa'a, cuando Taha inició métodos de adoración islámica que le condujeron a una nueva comprensión del significado del Corán. Esos métodos de adoración eran principalmente el rezo y el ayuno a la manera (tarique) de Mahoma. Aunque Taha compartió la creencia musulmana común de que toda la revelación divina había terminado con el Corán, él acentuó el que los individuos devotos pueden recibir una mayor comprensión de la Palabra, y aprender de Dios directamente con su palabra, según lo revelado a Mahoma. Para apoyar sus argumentos, citó el verso 282 de la segundo sura del Corán, que indica que Dios enseña a quién es piadoso y temeroso de Él. También citó un hadith, que establece que la persona que actúa de acuerdo a lo que sabe, será gratificado con el conocimiento divino de aquello que no sabe.

## Difusión de la nueva filosofía
Al final de su período de aislamiento en octubre de 1951, Taha emergió con un nuevo concepto de la comprensión del Islam. Resumió lo que entendía en un libro que publicado en 1952 bajo el título de Esta es mi trayectoria, o Qul Hadhihi Sabieli. El Partido Republicano, que había sido un partido político, se transformó, entonces, en una organización dedicada a la propagación de la concepción de Taha en cuanto al Islam. Los miembros del partido que deseaban perseguir un papel político más secular se escindieron y articularon otros partidos políticos. Para los que permanecieron con el partido original, la organización se convirtió en un movimiento espiritual bajo la dirección de Taha.
Tras un período corto de servicio en la Compañía de Agua y Electricidad de Jartum, Taha reasumió su actividad privada como ingeniero al principio de los años 50.
En 1955, poco antes de que Sudán alcanzara la independencia, Taha publicó un libro titulado Usus Dustour Como-Soudan, sobre sus propuestas para una constitución sudanesa. Abogaba por una república presidencial, federal, democrática y socialista. Se opuso a cualquier tentativa de aplicar las leyes derivadas de la Sharia islámica. Aplicar la Sharia significaba sembrar la desconfianza y la animosidad de los ciudadanos no musulmanes, o no árabes de Sudán. Una rebelión armada, que entró en erupción en 1955 en el sur de Sudán, inició un movimiento para exigir el control federal para apoyar al sureño SPLM durante la guerra civil.
Poco después de la independencia, que fue concedida el 1 de enero de 1956, se formó un comité para redactar una constitución, que sería presentada ante el parlamento. Taha representó al partido republicano en ese comité. Algunos meses después dimitió argumentando injerencias de la autoridad ejecutiva. Dicho comité redactó un manuscrito derivado en parte de la Sharia, según lo deseado por los partidos sectarios religiosos tradicionales. Antes de que el manuscrito pudiese ser adoptado por el parlamento, un golpe militar no sangriento tomó el poder en noviembre de 1958. Todos los partidos, incluyendo el partido republicano, fueron disueltos. Taha escribió una carta al general Abboud, el jefe del nuevo régimen, aconsejándole que aplicara las propuestas de los republicanos para la adopción un gobierno democrático, socialista y federal, y, junto a la carta, incluyó una copia de su libro acerca de la constitución. Las recomendaciones de Taha no fueron escuchadas. Durante los primeros dos años del gobierno militar, Taha dio conferencias públicas. Sin embargo, sus ideas progresistas eran intolerables para los tradicionalistas religiosos quienes despidieron a tres estudiantes jóvenes del movimiento republicano del Instituto Islámico de Omdurmán por propagar el concepto de Taha del Islam. Inmediatamente después de esto, se prohibió a Taha organizar conferencias públicas. Taha entonces trasladó sus actividades a las casas privadas de los miembros del movimiento y de sus amigos más comprensivos. Se le negó el acceso a los medios cuando intentó corregir alegaciones que él consideraba falsas. En medio del creciente rechazo a su movimiento secular dentro del Islam, Taha publicó su libro El Islam en 1960.
Tras el retorno de Sudán al multipartidismo parlamentario, Taha restableció el Partido Republicano para propagar sus llamamientos a la reforma social, política y religiosa con conferencias públicas, artículos periodísticos y libros. En 1966-67 publicó tres de sus libros más importantes: Tarieq Mohammed, o trayectoria de Mahoma, Risalat Assalat, o El mensaje del que reza; y Arrisala Atthaniya min Al-Islam, o El segundo mensaje del Islam. Fue el primer hombre en proponer un diálogo directo para una coexistencia pacífica entre los Estados árabes y el Estado de Israel después de la guerra de los seis días entre los árabes e Israel. Trató este asunto en sus libros Mushkilat Assharq Al-Awsat, o El problema del Medio Oriente, y Al-Tahaddi Alladhi Yuagihu Al-Arab, o El desafío encara a los árabes, ambos publicados en 1967.
Se opuso principalmente al nacionalismo árabe del Egipto de Gamal Abdel Nasser, así como a lo que él percibió como un uso primitivo del Islam en Arabia Saudita y contra el Movimiento Musulmán de la Fraternidad de otros países árabes, movimiento que él desdeñaba enormemente.
Los partidos sectarios predominantes junto con el movimiento musulmán de la fraternidad gestaron una enmienda del artículo 5/2 de la constitución para expulsar a miembros comunistas del parlamento y disolver su partido en 1965. A pesar de su oposición al comunismo marxista, Taha se opuso vigorosamente a la disolución del partido comunista sudanés y consideró ese paso como el último suspiro de la democracia sudanesa.
En noviembre de 1968, Taha fue acusado de Ridda (apostasía), un crimen castigable con pena de muerte. Él rechazó aparecer en el juicio, invocando su derecho constitucional a la libertad de pensamiento y expresión. Sin embargo, el tribunal superior de las reglas islámicas de la Sharia de Jartum, aprovechó su ausencia para investigar las alegaciones hechas por dos profesores islámicos de la universidad quienes acusaban a Taha de Ridda, y exigió desmontar su partido y su movimiento. El nuevo gobierno prohibió todos los partidos políticos, incluyendo el partido republicano.

## Los republicanos durante el régimen de mayo de 1969-1983
Era absolutamente obvio desde el principio que el nuevo régimen militar fue influenciado y apoyado por el partido comunista y por los nacionalistas árabes. Obtuvo una rápida ayuda de Egipto, así como del bloque socialista bajo dirección de la Unión Soviética. A pesar de esto, la presión de los republicanos facilitó, después de que el nuevo gobierno tomase el ejecutivo y declarase sus prioridades, es decir, lograr las metas de la revolución del pueblo sudanés de octubre de 1964. Uno de los primeros pasos que habían sido bienvenidos por Taha era la decisión de parar la guerra en el sur y la declaración de la búsqueda de una resolución pacífica del conflicto. Él vio en el régimen una etapa intermedia, probablemente para proteger a la gente sudanesa contra la Sharia islámica. Taha continuó propagando sus opiniones en cada lugar disponible hasta 1973 en que el régimen de Gaafar Nimeiry prohibió sus conferencias públicas. Taha mantuvo un acercamiento no-agresivo al régimen de Nimeiry, pero también evitó unirse a él. En lugar de esto, el movimiento continuó e intensificó sus esfuerzos para propagar su nueva ideología, lo cual fue tolerado inicialmente por el régimen.

## El movimiento de liberación de la mujer
Durante la mayoría de los años restantes de su vida, Taha se limitó a dirigir las actividades de la organización, entonces conocida como los "hermanos republicanos", la cual incluía un número creciente de miembros femeninos. Los miembros masculinos y femeninos de la organización continuaron propagando el Segundo Mensaje del Islam a pesar del hostigamiento de algunos funcionarios y miembros de las fuerzas de seguridad. Puesto que era crucial para Taha practicar lo que se predica, intentó establecer una comunidad que aplicase, lo más posible, los principios básicos de su visión del Islam. Como comunidad pequeña dentro de la sociedad sudanesa, los republicanos no podían poner completamente en práctica sus creencias, pero se esforzaron en conducir sus vidas personales y organizar su propia comunidad de acuerdo con dichas estas. En concreto, la comunidad tuvo importantes éxitos en gran parte de la aplicación de los principios de igualdad entre hombres y mujeres. Las mujeres miembros participaron activamente en las actividades de todo el grupo, y eran a menudo líderes de los grupos activistas en los campus de la universidad y en parques y esquinas públicas de la calle - una práctica altamente polémica en la sociedad sudanesa patriarcal. Tal era el sello no-sexista del movimiento, que, cuando la dirección de la organización fue detenida sin cargos a mediados de 1983, cuatro mujeres estaban entre los detenidos.
La práctica del grupo en lo referente al matrimonio, fue ilustrativa de la determinación de los miembros para implementar sus reformas a la luz de las costumbres sociales prevalecientes.

## Confrontación creciente con Nimeiry
Después de que las conferencias públicas de Taha fueran prohibidas en 1973, sus discípulos funcionaron con bastante dificultad ante la mayoría de las leyes de Nimeiry. Aunque sus actividades estaban siempre dentro de la ley, sus opiniones tendían a despertar la oposición de círculos religiosos y políticos tradicionales y fundamentalistas.
Sus opositores tuvieron algún éxito ocasional en la aplicación de varios mecanismos administrativos y ejecutivos para obstruir o limitar la eficacia de los republicanos. Frente a la negativa de acceso a los medios, que eran propiedad del gobierno en aquella época, los republicanos tuvieron que preparar sus propias publicaciones y abrir canales poco ortodoxos para alcanzar al público. Tuvieron que recurrir, por ejemplo, al uso de las esquinas de la calle y de los parques públicos para dirigirse a quienquiera que estuviera dispuesto a pararse y escuchar lo que tenían que decir. La policía intervino a menudo para romper esas reuniones públicas espontáneas, con acusaciones de "ruptura de la paz" y de "disturbio de la tranquilidad pública." Las protestas frecuentes de los republicanos contra esa represión de sus derechos constitucionales fundamentales fueron en vano. A pesar de estas restricciones, los republicanos apoyaron el régimen de presidente Nimeiry durante los años 70 y en los primeros años 80. Su colaboración fue estrecha mientras el régimen mantuvo políticas de unidad nacional y no aplicó la Sharia de forma negativa para las mujeres y de los no-Musulmanes sudaneses. Los republicanos prefirieron el régimen del presidente Nimeiry antes que una dictadura civil sectaria y fundamentalista. Solamente después de que la Sharia fue impuesta en agosto de 1983, la unidad nacional se resquebrajó entre el norte musulmán y el sur no-musulmán, y los republicanos declararon su oposición. Es decir, su oposición fue motivada por el cambio en la naturaleza y las políticas del régimen más que por la detención en 1983 de la dirección del grupo como tal. El mismo Taha había sido detenido previamente junto con ocho líderes del grupo en 1976-77 y liberado sin cargos por publicar un libro criticando el movimiento Wahhabi de Arabia Saudí. También había sufrido personalmente el efecto de la intromisión total en sus actividades públicas desde 1973. El grupo soportó esas restricciones durante más de diez años sin oponerse al régimen del electo presidente Nimeiry.
La causa esgrimida para la detención a mediados de 1983 fue un folleto que criticaba una decisión del Jefe de la Seguridad del Estado, que también era Primer Vicepresidente de la República, que incitó a los fundamentalistas islámicos al odio religioso y a la violencia contra los republicanos y contra los no-musulmanes sudaneses.
Retrospectivamente, y a la luz de los hechos, parecería que la continuidad de la detención de los líderes,fue motivada por otras consideraciones. Algunas semanas después de su detención, el presidente Nimeiry anunció su intención de imponer la ley Sharia, a la cual se habrían opuesto los republicanos de estar libres, ya que contravenía su posición de que debería haber una reforma radical de la Sharia antes de su puesta en práctica. Cuando esa política se materializó los republicanos empezaron una campaña de oposición, aún con su dirección detenida. A pesar de su oposiciónel presidente Nimeiry liberó a los todos republicanos el 19 de diciembre de 1984, después de aproximadamente diecinueve meses de detención sin cargos. Más tarde llegó a ser evidente que esta liberación fue en realidad una trampa para implicarlos en actos que las nuevas leyes convirtieron en ilegales. Esta liberación marcó el principio de la secuencia de eventos que culminaron en la ejecución de Taha cuatro semanas más tarde. A pesar de estar al corriente de esas intenciones, Taha asumió inmediatamente la responsabilidad de la campaña contra la política de islamización del presidente Nimeiry. En el plazo de una semana de su liberación, el 25 de diciembre de 1984, la publicación del folleto "al-Tawafan-Tawafan de Hatha Aow" ("Esto o la inundación") constituyó la exigencía de la derogación de las nuevas leyes, y un alegato por la garantía de las libertades civiles democráticas bajo las cuales poder discutir los principios y el proceso de islamización.
La reacción inicial de la policía al folleto fue confusa, debido a la reciente liberación total de los republicanos. Por otra parte, la lengua y el contenido suaves de este no facilitaban ninguna causa lógica que implicasen un delito grave a tenor de las leyes existentes. Algunos distritos de la policía arrestaron a republicanos que se encontraban distribuyendo el prospecto bajo el cargo de ofensa menor a la "ruptura de la paz" según la sección 127 del nuevo código penal. En algunos casos, ciertos oficiales de policía intervinieron para detener a algún policía por arrestar a algún republicano sin causa justificable.
En este punto, el ministro de justicia del Estado envió fiscales a tres ciudades de Jartum, de Omdurmán, y del norte de Jartum a imponer cargos de sedición, ataque a la Constitución, incitación a la oposición ilegal al gobierno, y perturbación de la tranquilidad pública bajo las secciones 96, 105 y 127A del nuevo código penal de 1983, así como de pertenencia a organización ilegal bajo la sección 20 del Acta de la Seguridad del Estado de 1973. Con los cargos transformados de este modo en delitos graves, diez republicanos recientemente arrestados debían permanecer en custodia, pues los nuevos cargos no permitían ninguna libertad bajo fianza. El miércoles 2 de enero de 1985, trasladaron a cuatro republicanos que fueron arrestados y acusados en el distrito central de Omdurmán, a juicio ante una de las cortes criminales especiales establecidas bajo un acto judicial de 1984.
Taha, acompañado por los republicanos, marchó en una manifestación pacífica a dicha corte. El juicio fue aplazado, sin embargo, porque sus cargos requerían la sanción especial del Presidente de la República. En la tarde del sábado 5 de enero, Taha fue arrestado en su casa de Omdurmán. En la mañana del lunes 7 de enero, llevaron a Taha y a cuatro republicanos fundadores del partido a juicio ante la corte criminal especial, después de que la sanción para el juicio fuera obtenida del presidente de la república. Los republicanos se manifestaron pacíficamente, aunque fueron interceptados por la policía, quien les obligó a que se dividieran en grupos más pequeños con el objetivo de distraer su atención de la corte. Es importante observar aquí que la sanción del presidente incluyó una orden para agregar la sección 458(3) del código penal a los cargos, autorizando a la corte a imponer cualquier pena de Hadd, (pena de muerte prevista por la Sharia), sin importar la carencia de la disposición penal estatutaria. Esa sección violaba flagrantemente las provisiones expresas del artículo 70 de la constitución 1973, que todavía estaba en vigor en ese momento.
Dado que los cinco acusados boicotearon los procedimientos del juicio debido a su objeción a las leyes bajo las cuales la corte fue constituida y pretendía actuar, la inconstitucionalidad de los cargos bajo sección 458(3) del código penal nunca fue discutida.
Cuando Taha anunció la decisión de boicotear el proceso, improvisó una fuerte declaración de principios.

## Juicio y ejecución
El juicio duró menos de dos horas. El primer día, lunes 7 de enero, el único testigo del proceso, el oficial de policía que interrogó a los acusados después de su detención, mostró la única prueba para el juicio, esto es, el folleto publicado por los republicanos el 25 de diciembre de 1984. 
El martes, el 8 de enero, el juez leyó su sentencia. El juez indicó que había considerado los puntos de vista curiosos y poco ortodoxos del Islam que tenían los acusados, que podían o no ser válidos. Según su conocimiento del Islam, el Corán puede revelar sus secretos a los hombres de piedad y diligencia. Sin embargo, según la sentencia, era un hecho constatado que los acusados difundieron mal esos secretos e ideas profundas entre el pueblo, y que dicha actividad podría excitar la agitación religiosa (fitnah).
Después de esta interpretación del pensamiento de Taha por parte del juez, Taha sugirió que el juez quizá tuviera el delito islámico de apostasía en mente. El juez entonces concluyó repentinamente el juicio declarando a los cinco acusados culpables de sedición, ataque a la constitución, incitación a la oposición ilegal al gobierno, perturbación del orden público, y pertenencia a una organización ilegal. El razonamiento de la decisión fue relacionado con el delito de apostasía, aunque nunca se mencionó dicho delito. 
El juez dictó la pena de muerte para los cinco acusados, y añadió que los acusados podrían ser perdonados si se arrepentían y retractaban de sus opiniones. Esto convenció a muchos de que el juez estuviera condenando a los acusados de apostasía, porque bajo la ley Sharia el arrepentimiento y la retractación, son argumentos para la suspensión temporal de un castigo. No había base para la suspensión de un castigo en lo referente a la sección 96 del código penal bajo el cual los acusados eran condenados.
En contraste con la corte, el tribunal de apelación especial que repasó el juicio se centró específicamente en el cargo de apostasía. Éste confirmó la sentencia de muerte. La corte dictó que sentencia de Taha debía ser ejecutada inmediatamente. Los otros cuatro acusados tendrían un plazo de un mes para reconsiderar su posición. Serían perdonados si se arrepentían.
La decisión del tribunal de apelación fue anunciada el martes 15 de enero y el presidente de la República anunció públicamente su confirmación de la ejecución el jueves 17 de enero y que se procedería a la aplicación de la pena el viernes 18 de enero. Al igual que la corte del juicio inicial, el presidente Nimeiry basó su comunicado a la nación en la teoría de la apostasía, sin mencionar el delito por su nombre. El presidente dictó que los otros cuatro acusados tuvieran solamente tres días para arrepentirse y retractarse o serían ejecutados el domingo 10 de enero. Todas las fuerzas de seguridad de la capital fueron puestas en estado de alarma. Las fuerzas armadas tomaron la seguridad en y alrededor de la prisión central en el norte de Jartum, donde estaba a punto de ocurrir la ejecución la mañana siguiente. En el amanecer el viernes, se montó la operación más grande de seguridad jamás emprendida alrededor de la prisión. Cuando Taha fue llevado al cadalso, la capucha que cubría su cara fue quitada durante algunos minutos. Cuentan que examinó a la muchedumbre con una sonrisa antes de que la capucha fuera sustituida para la ejecución real. Después de la ejecución, el cuerpo fue descolgado y cubierto con una vieja manta. Entonces fue llevado en helicóptero hacia un destino desconocido. Más tarde se sabría que el cuerpo fue enterrado en el desierto al oeste de Omdurmán.

## Reprobación de los miembros del partido
Después de la ejecución de Taha en la mañana del viernes, a la que fueron obligados a asistir, los otros cuatro republicanos condenados declararon su intención de arrepentirse, por lo que fueron perdonados y se les permitió salir libres el sábado 19. Su arrepentimiento fue grabado y mostrado en la televisión nacional en una tentativa de desalentar cualquier condolencia con los republicanos que pudiera conducir a una rebelión contra el régimen.

## Consecuencias y ninguneo
Una sublevación popular derrocó al presidente Nimeiry, seguida por un golpe de Estado el 6 de abril de 1985, setenta y seis días después de la ejecución de Taha.
Tras el derrocamiento de Nimeiry y la promulgación de una nueva Constitución provisional en octubre de 1985, un nuevo juicio constitucional fue iniciado por la hija de Taha, Asma, y uno de los republicanos condenados con él en el juicio de enero de 1985. En este juicio, los demandantes solicitaron al Tribunal Supremo del Sudán anular sus sentencias, basándose en numerosas objeciones constitucionales y procesales a ese juicio. El abogado general del gobierno provisional hizo una declaración oral ante el Tribunal Supremo para que el juicio de enero de 1985 fuera declarado totalmente ilegal, ya que como abogado del gobierno actual, él no tenía nada que decir en defensa de ese juicio.
El Tribunal Supremo dictó que el juicio, los procedimientos de la confirmación, y la ejecución de Taha eran todos nulos y sin efecto. En un largo juicio el 18 de noviembre de 1986, el Tribunal Supremo discutió detalladamente las numerosas irregularidades del episodio entero, incluyendo violaciones claras de las salvaguardias y derechos fundamentales constitucionales garantizados por las propias leyes islámicas de 1983.
Las opiniones de Taha - incluyendo aquellas con respecto a la extensión del conocimiento divino dado a la humanidad, después y más allá de la muerte de Muhammad - se consideran sediciosas en la teología Sunni según lo manifestado en las escuelas teológicas Hanafí, Malikí, Shafi'i y Hanbalí. Aunque grandes partes de Sudán han sido testigos de un renacimiento islámico entre la juventud, la inspiración teológica de éste procede del Islam tradicional.